# Jean Suau
Jean Suau (* 1503 bei Rieumes, Gascogne, Frankreich; † 29. April 1566 in Rom) war Bischof von Mirepoix und Kardinal der Römischen Kirche.

## Leben
Nach dem Studium des Staats- und Kirchenrechtes wurde der Kleriker der Diözese Lombez Auditor der Angelegenheiten des Apostolischen Palastes und der Rota Romana. Papst Paul IV. ernannte ihn am 20. Dezember 1555 zum Bischof von Mirepoix und kreierte ihn zugleich zum Kardinalpriester. Nachdem er am 13. Januar 1556 die Titelkirche San Giovanni a Porta Latina zugewiesen bekommen hatte, ernannte ihn Papst Pius IV. zum Präfekten der Apostolischen Signatur. Nachdem er am 26. April 1560 als Kardinal auf die Titelkirche Santa Prisca gewechselt hatte, verzichtete er noch vor dem 31. Januar 1561 auf sein Bistum.
Er starb im Apostolischen Palast und wurde in der Kirche Santo Spirito in Sassia zu Rom beigesetzt.